# Wojciech Lutowski
Wojciech Zdzisław Lutowski, także Alberto Lutowski (ur. 1809 na ziemi radomskiej, zm. w lutym 1871 w Ciudad Bolívar) – polsko-wenezuelski inżynier-mechanik, architekt i wynalazca. Podoficer artylerii w powstaniu listopadowym. Ojciec generała Augusto Paradesa Lutowskiego (1852–1916).

## Życiorys

### Młodość
Studiował na Uniwersytecie i w Szkole Przygotowawczej do Instytutu Politechnicznego w Warszawie. Walczył w powstaniu listopadowym jako podoficer artylerii (1830–1831).

### Emigracja (1831–1841)
Po klęsce powstania wyemigrował do Francji. Skończył studia i pracował przy budowie pierwszych kolei żelaznych w tym państwie. W 1839 przeprowadził się do Wielkiej Brytanii, gdzie zaprezentował udoskonaloną lufę armatnią i lokomotywę własnego pomysłu.

### Praca w Wenezueli (1841–1871)
Był dyskryminowany przez brytyjskich inżynierów, więc szukał nowej pracy. Podpisał kontrakt z rządem Wenezueli i w 1841 wyjechał do Ameryki Południowej. Pełnił funkcję nieoficjalnego „ministra” robót publicznych, budował m.in. drogi (najważniejsza z Caracas do miasta portowego La Guaira), zaporę wodną i obiekty portowe, kościoły i teatr w Caracas oraz wodociągi. Zaprojektował system kolei górskich, ulepszył silnik parowy, skonstruował mechaniczną linię do wypieku chleba z kukurydzy.
Na wieść o wybuchu w Ojczyźnie powstania styczniowego (1863) skonstruował karabin maszynowy, który nie został przyjęty przez polski ośrodek polityczny w Paryżu z powodu trudności ze zdobyciem amunicji do niego.
Zmarł w lutym 1871 w Ciudad Bolívar.

## Odznaczenia
- Krzyż Virtuti Militari (1830/1831)

## Upamiętnienie
W 2000 została wydana książka pt. Wojciech Lutowski - wynalazca i architekt : jego życie i praca w Wenezueli XIX wieku (autor: Leszek Zawisza).